# Boehn-Kaserne
Die Boehn-Kaserne war eine Kasernenanlage auf einer Fläche von 26,828 ha in Hamburg-Rahlstedt, die von 1938 bis 1993 militärisch genutzt wurde. Das Gelände wurde nach 1993 mit Wohnhäusern bebaut.

## Geschichte

### Bau und Nutzung der Kaserne durch den NS-Staat
Für die Aufrüstung der Wehrmacht in Vorbereitung auf den Zweiten Weltkrieg benötigte der NS-Staat zusätzliche Truppenunterkünfte. Der Bau der Kaserne begann bereits 1936, wobei der Grunderwerb im Umfang von 194.879 Quadratmetern erst 1937 abgeschlossen wurde. Im März 1938 zogen der Stab und das II. Bataillon des Infanterieregiments 76 ein, im Herbst 1938 folgte noch das III. Bataillon. Die Anlage wurde nach General Max von Boehn benannt. Nach Ausbruch des Zweiten Weltkriegs wurde hier das Grenadierersatz- und Ausbildungsbataillon (mot) 76 stationiert. Des Weiteren waren in der Boehn-Kaserne die Feldkochersatz- und Ausbildungskompanie X, das Zugkraftwagengleiskettenlager X und die Wehrkreislehrküche K/1 untergebracht. Im weiteren Verlauf des Krieges nutzte man auch Teile des Geländes als Krankenhaus für die Hamburger Zivilbevölkerung. Während des Krieges kam es nur zu einem Bombentreffer auf ein Unterkunftsgebäude.

### Nach dem Zweiten Weltkrieg bis 1956
Im Mai 1945 wurde die Boehn-Kaserne zunächst weiter als Lazarett genutzt. Danach übernahm die britische Armee das Gelände. Die Anlage erhielt den Namen „Adams Barracks“. So waren vom 12. April bis zum 21. November 1951 die 15th/19th The King’s Royal Hussars stationiert. Diesem Regiment folgten die 1st King’s Dragoon Guards ab 13. Januar 1952 bis April 1953. Schließlich waren hier Displaced Persons, überwiegend Polen untergebracht. Bei Übernahme der Bundeswehr befand sich der Standort in einem schlechten Zustand.

### Bundeswehr
Nach der Wiederbewaffnung wurde die Kaserne am 9. August 1956 an die neu gegründete Bundeswehr übergeben. Die Unterkünfte lagen im nördlichen Teil des Geländes an der Timmendorfer Straße, dort gab es zwei Tore, die Hauptwache lag an der westlichen Seite. Fahrzeughallen und technischer Bereich lagen im südlichen Teil an der Scharbeutzer Straße, dort gab es ebenfalls ein Tor. Im östlichen Teil wurden später ein Sanitätsbereich, eine unterirdische Bunkeranlage sowie Sport- und Übungsanlagen errichtet. Im Zentrum der Anlage befand sich ein hauptsächlich für Appelle und Formaldienst genutzter Platz.
Folgende Stäbe, Verbände, Einheiten und Dienststellen der Bundeswehr waren in der Boehn-Kaserne stationiert:
| Einheit                                  | Stationierung ab                                       | Herkunft                                                                                         | Stationierung bis  | Verbleib |
| ---------------------------------------- | ------------------------------------------------------ | ------------------------------------------------------------------------------------------------ | ------------------ | --- |
| Grenadierbataillon 3                     | 12. Juli 1956 (Vorauskommando) bzw. 30. September 1956 | neu aufgestellt                                                                                  | 16. März 1959      | Umbenannt in Panzergrenadierbataillon 172 |
| Grenadierbataillon 11                    | 1. September 1956                                      | nach Aufstellung am 1. Juli 1956 aus II./GSG 7 (BGS) aus der Waldersee-Kaserne in Lübeck verlegt | 1. April 1958      | verlegt in die Kaserne nach Boostedt |
| Feldjägerkompanie 3                      | 3. Dezember 1956                                       | nach Aufstellung am 16. November 1956 in der Generaloberst-Beck-Kaserne in Sonthofen verlegt     | 1972               | verlegt in die Estetal-Kaserne nach Buxtehude; dort 1979 aufgelöst                                                                                    |
| Kampfgruppe A 3                          | Februar 1957                                           | nach Aufstellung am 1. August 1956 auf der Sophienterrasse verlegt                               | 2. Februar 1959    | Verlegung nach Lüneburg, Fliegerhorst, und Umbenennung in Panzerbrigade 8 zum 16. März 1959                                                           |
| Grenadierbataillon 23                    | 16. Januar 1958                                        | neu aufgestellt aus Abgaben der Grenadierbataillone 3 und 13                                     | Februar 1958       | verlegt in die Lützow-Kaserne nach Schwanewede, dort am 16. März 1959 zum Panzergrenadierbataillon 323 umgegliedert                                   |
| Grenadierbataillon 26                    | 1. März 1958                                           | neu aufgestellt aus Abgaben der Grenadierbataillone 11 und 31                                    | 1. April 1958      | verlegt in die Briesen-Kaserne nach Flensburg |
| I./Panzerartillerieregiment 3            | April 1958                                             | verlegt aus Bremen-Grohn, Roland-Kaserne                                                         | 1. März 1959       | umgegliedert in Panzerartilleriebataillon 31 |
| Panzerartilleriebataillon 31             | 1. März 1959                                           | aus I./Panzerartillerieregiment 3                                                                | 1. Juli 1959       | verlegt nach Lüneburg, Scharnhorst-Kaserne |
| Panzergrenadierbrigade 17                | 2. Februar 1959                                        | aus Abgaben der Kampfgruppen A 3, A 6 und B 6 neu aufgestellt                                    | 25. März 1993      | aufgelöst |
| Panzergrenadierbataillon 172             | 16. März 1959                                          | aus Grenadierbataillon 3                                                                         | 30. September 1971 | Umbenennung in Panzergrenadierbataillon 173 |
| 3./Versorgungsbataillon 176              | 1. April 1959 (Aufstellungsstab), 1. Juli 1959         | neu aufgestellt                                                                                  | 1. Februar 1968    | in die Graf-Goltz-Kaserne in Hamburg verlegt; aufgelöst zum 30. September 1972                                                                        |
| Feldartilleriebataillon 177              | 1. Juli 1959                                           | neu aufgestellt                                                                                  | 1. Januar 1967     | umbenannt in Panzerartilleriebataillon 177 |
| Panzerartilleriebataillon 177            | 1. Januar 1967                                         | aus Feldartilleriebataillon 177                                                                  | 12. März 1993      | aufgelöst |
| Zahnstation H07                          | 1. Oktober 1968                                        | neu aufgestellt                                                                                  | 30. September 1972 | aufgelöst |
| Zahnstation H017                         | 1. Oktober 1968                                        | neu aufgestellt                                                                                  | 30. September 1972 | aufgelöst |
| Panzergrenadierbataillon 173             | 1. Oktober 1971                                        | aus Panzergrenadierbataillon 172                                                                 | 30. September 1992 | Umgliederung in Geräteeinheit; Unterstellung unter Panzergrenadierbataillon 72 in Röttiger-Kaserne Hamburg; endgültig zum 31. Dezember 2003 aufgelöst |
| Zahnstation (TerrH) H106                 | 1. Oktober 1972                                        | neu aufgestellt                                                                                  | 31. März 1981      | umgegliedert zu Zahnarztgruppe 102/1 |
| Fernmelderevisionsdiensttrupp 117/112    | 1. Oktober 1979                                        | neu aufgestellt                                                                                  | 30. November 1994  | aufgelöst |
| Zahnarztgruppe 102/1                     | 1. April 1981                                          | aus Zahnstation (TerrH) H106                                                                     |                    | aufgelöst |
| Fernmeldedienstgruppe 117/10             | 1. April 1982                                          | neu aufgestellt                                                                                  | 30. September 1994 | aufgelöst |
| Fernmeldedienstgruppe 117/11             | 1. April 1982                                          | neu aufgestellt                                                                                  | 30. September 1994 | aufgelöst |
| Evangelischer Standortpfarrer Hamburg V  |                                                        |                                                                                                  |                    | in den 1980er Jahren hier stationiert |
| Kasernenfeldwebel Hamburg 3              |                                                        |                                                                                                  |                    | in den 1980er Jahren hier stationiert |
| Sanitätszentrum 102                      |                                                        |                                                                                                  |                    | in den 1980er Jahren hier stationiert |
| Materialausstattung Sanitätsbereich 10/1 |                                                        |                                                                                                  |                    | in den 1980er Jahren hier stationiert |
| Standortfernmeldeanlage 117/113          |                                                        |                                                                                                  |                    | in den 1980er Jahren hier stationiert |
| Fahrschulgruppe Hamburg 5                | 1. Juli 1986                                           | neu aufgestellt                                                                                  | 31. März 1994      | ging in den Kraftfahrausbildungszentren Hamburg 1 und 2 auf                                                                                           |

Seit dem 30. September 1993 ist die Kaserne geschlossen.

## Konversion

### Überlegungen zur Nachnutzung durch Hamburger Polizei
Als Ende 1990 das Bundesverteidigungsministerium erstmals erwog, die Boehn-Kaserne aufzugeben, meldete die Hamburger Polizei bereits Bedarf für die im Stadtteil Alsterdorf untergebrachte, aber renovierungsbedürftige Polizeischule an. Im Mai 1991 fiel die Entscheidung zur Auflösung der Panzergrenadierbrigade 17 und zur Schließung der Boehn-Kaserne. Die Bezirksverwaltung Wandsbek befasste sich im Juni 1991 mit der Konversion. Neben der Nutzung für die Polizei wurde an Wohnungsbau, Gewerbe und den Erhalt sportlicher Anlagen gedacht. Weitere Vorschläge vom August 1991 sahen den Neubau von 850 Wohnungen, Studierendenwohnheime sowie die Umnutzung des Exerzierplatzes zu einem Park und der Gerätehallen für gewerbliche Zwecke vor. Während die Pläne zum Umzug der Landespolizeischule und der Bereitschaftspolizei in die Boehn-Kaserne 1992 weiter verfolgt wurden, rief das Vorhaben eines Pavillondorfs für Asylbewerber Widerstand hervor. Im Juni 1992 war jedoch auch der Bau von bis zu 1480 Wohnungen auf dem Kasernengelände in der Diskussion. Die Hamburger Senatsverwaltung entschied sich Ende 1992 schließlich für die Nachnutzung des Areals durch die Polizei. Doch statt der geschätzten 40 Millionen DM Sanierungskosten wurden im Juni 1993 insgesamt 130 Millionen DM veranschlagt. Anfang 1994 wurden die Pläne zur Unterbringung von Polizeidienststellen in der Boehn-Kaserne aufgegeben.

### Zwischennutzung als Flüchtlingsunterkunft und Planung eines Wohnquartiers
Zugleich wurde beschlossen, die Boehn-Kaserne mit vor dem Jugoslawienkrieg Geflüchteten zu belegen. Aufgrund des bis 2010 festgestellten hohen Wohnraumbedarfes entschloss sich der Stadtplanungsausschuss Wandsbek für ein Gestaltungskonzept zur Schaffung von knapp 1000 Wohnungen auf dem ehemaligen Militärgelände. Des Weiteren waren ein Grünzug, wohnortnahe Arbeitsstätten und die Einrichtung von Kindergartenplätzen geplant. Die Verhandlungen zum Ankauf des Geländes fanden 1994 und 1995 statt. Der Kaufpreis lag bei etwa 37 Millionen DM. Anfang 1995 wurden verschiedene Planungsvarianten vorgelegt. Eine Investorengruppe aus fünf Unternehmen hatte sich für die Bebauung des Geländes gebildet. Gegen den in allen Varianten vorgesehenen Abriss vieler Kasernengebäude regte sich im Februar 1995 zwar Protest. Die Kritik wurde durch die Bauverwaltung Hamburgs jedoch zurückgewiesen. Am 5. Juli 1995 wurde der Aufstellungsbeschluss für den Bebauungsplan Nr. 114 gefasst. Zudem lag ein endgültiger Entwurf der Stadtentwicklungsbehörde für die Bebauung des Kasernengeländes vor. Befanden sich Ende August 1995 noch 1000 Flüchtlinge in der Boehn-Kaserne, so waren die Abrissarbeiten in der Militäranlage 1996 bereits abgeschlossen. Der Bebauungsplan wurde im November 1996 von der Bezirksversammlung verabschiedet. Er setzt im westlichen Teil des Plangebiets Flächen für Kindertagesstätten und Schulgebäude sowie eine Sport- und Spielanlage fest. In der Mitte des gesamten Gebiets wurde eine große Parkanlage mit Spielflächen vorgesehen. Auch im östlichen Planbereich finden sich Park- und Spielplatzflächen sowie eine Sporthalle und Kindertagesstätte. Insgesamt entfielen auf neue Straßenverkehrsflächen 46.000 Quadratmeter, Grünflächen 33.400 Quadratmeter, neue Wohngebiete 120.700 Quadratmeter, Kerngebiete 8.850 Quadratmeter, neue Mischgebiete 15.400 Quadratmeter und Flächen für den Gemeinbedarf 29.250 Quadratmeter.

### Stadtviertel Rahlstedter Höhe
Im Juli 1997 erfolgte die Grundsteinlegung zur Bebauung des Gebietes, das den Namen Rahlstedter Höhe erhielt. Die Errichtung der Gebäude war im Wesentlichen Ende 2000 abgeschlossen. Es entstanden 1727 Wohnungen und 160 Reihenhäuser. Drei Kasernenblocks und die Arkadenbögen am ehemaligen Haupteingang der Garnison blieben erhalten.

## Fotos

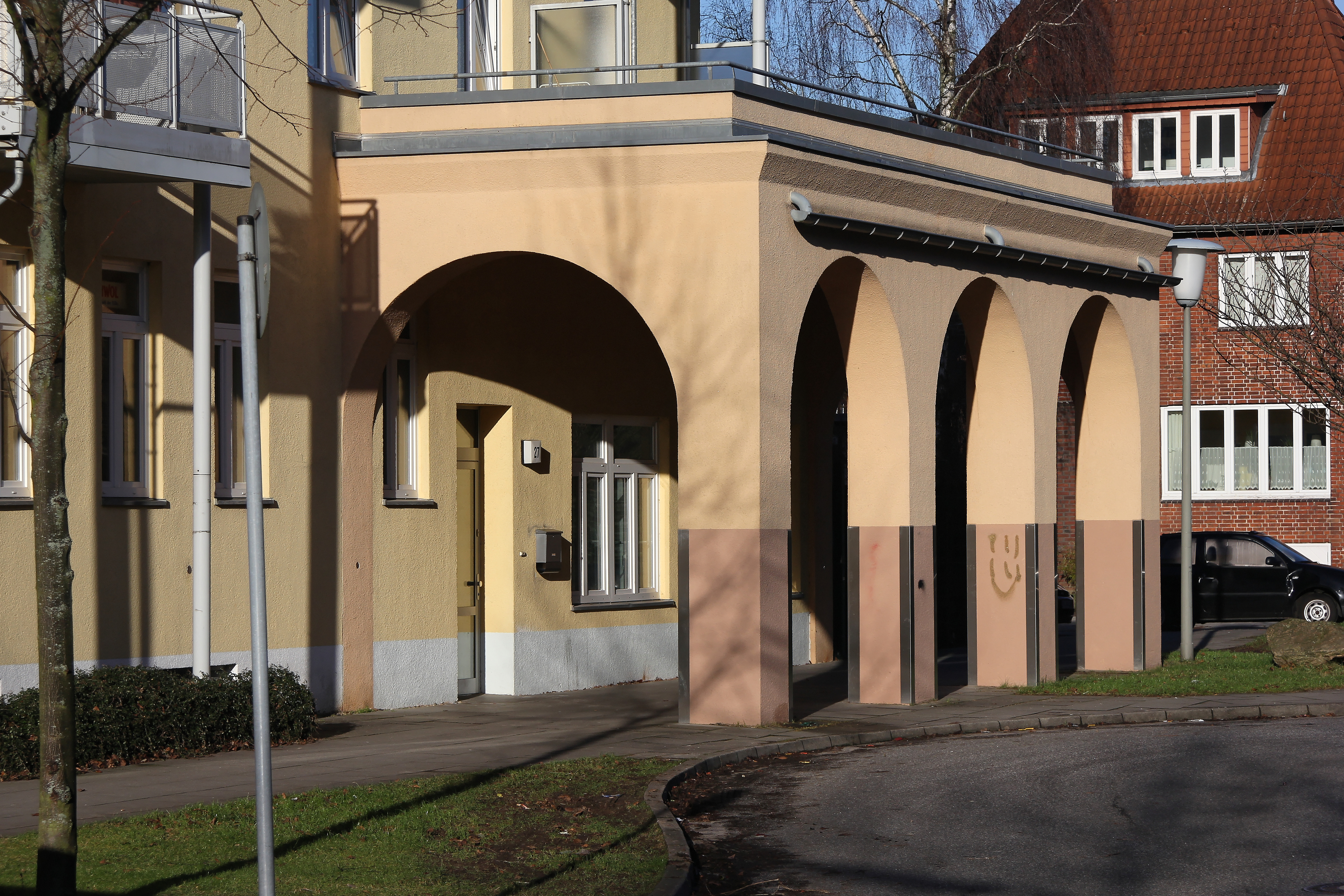
Arkadenbögen am ehemaligen Haupteingang
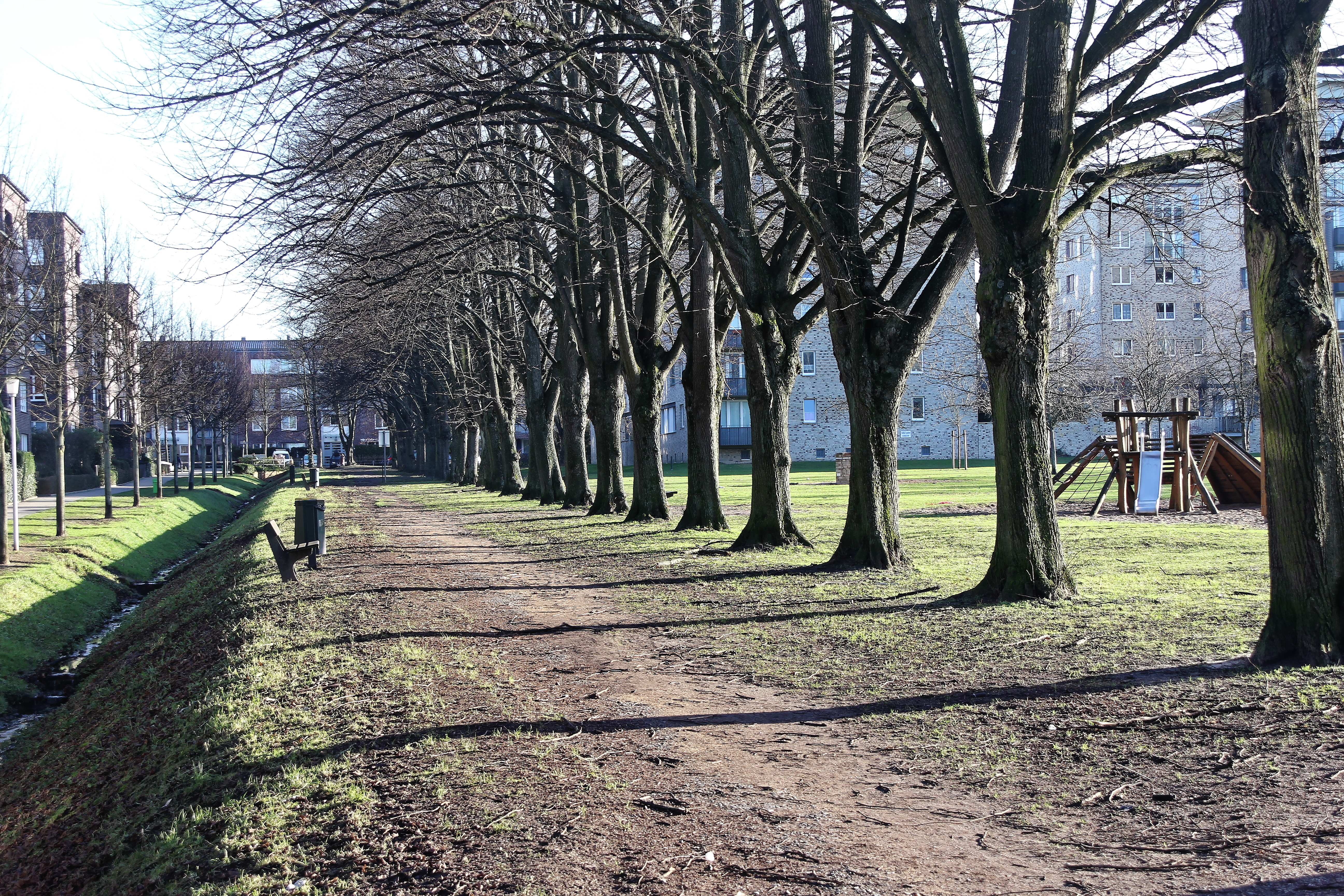
Lindenallee am ehemaligen Zentralplatz
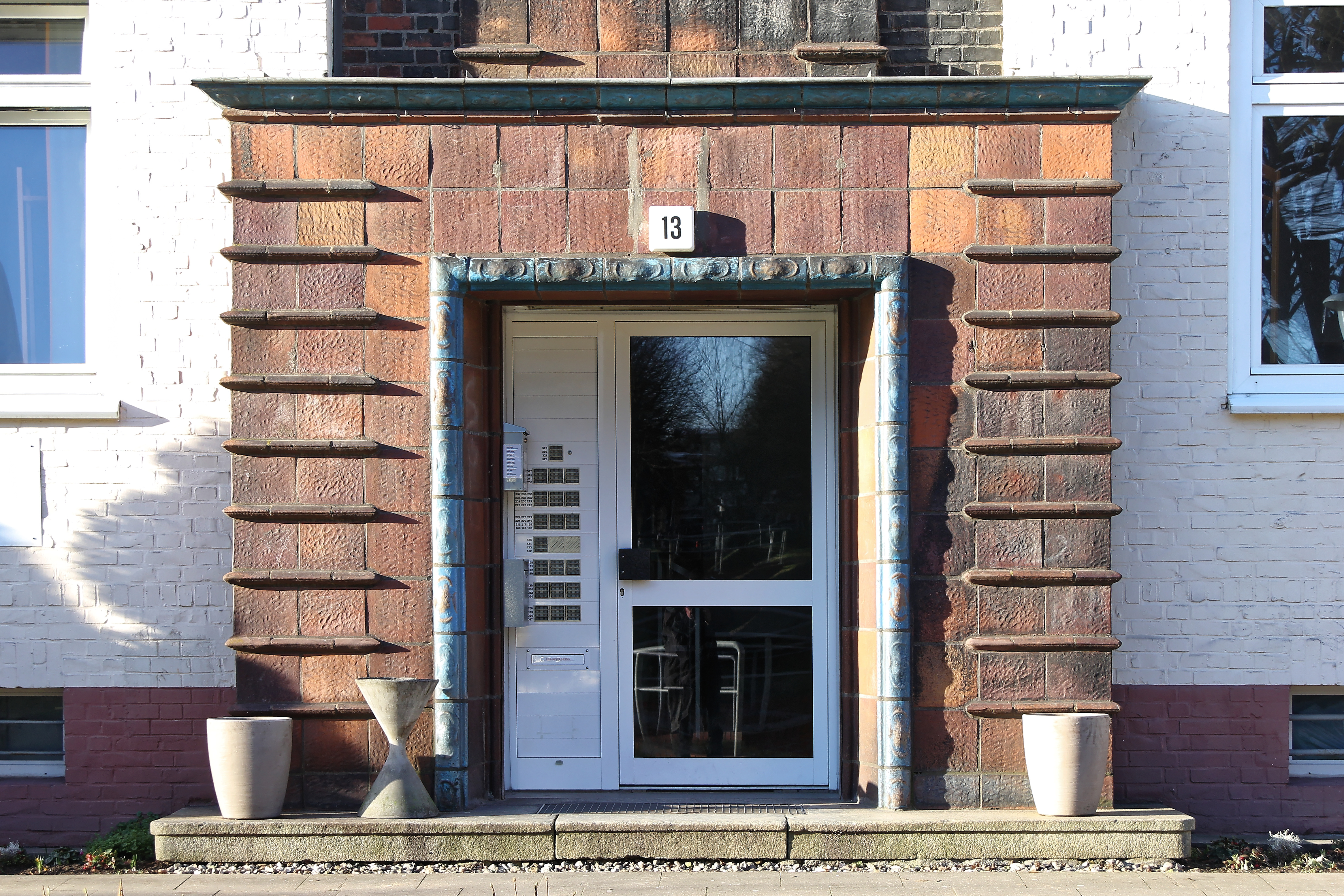
Eingang des ehemaligen Stabsgebäudes
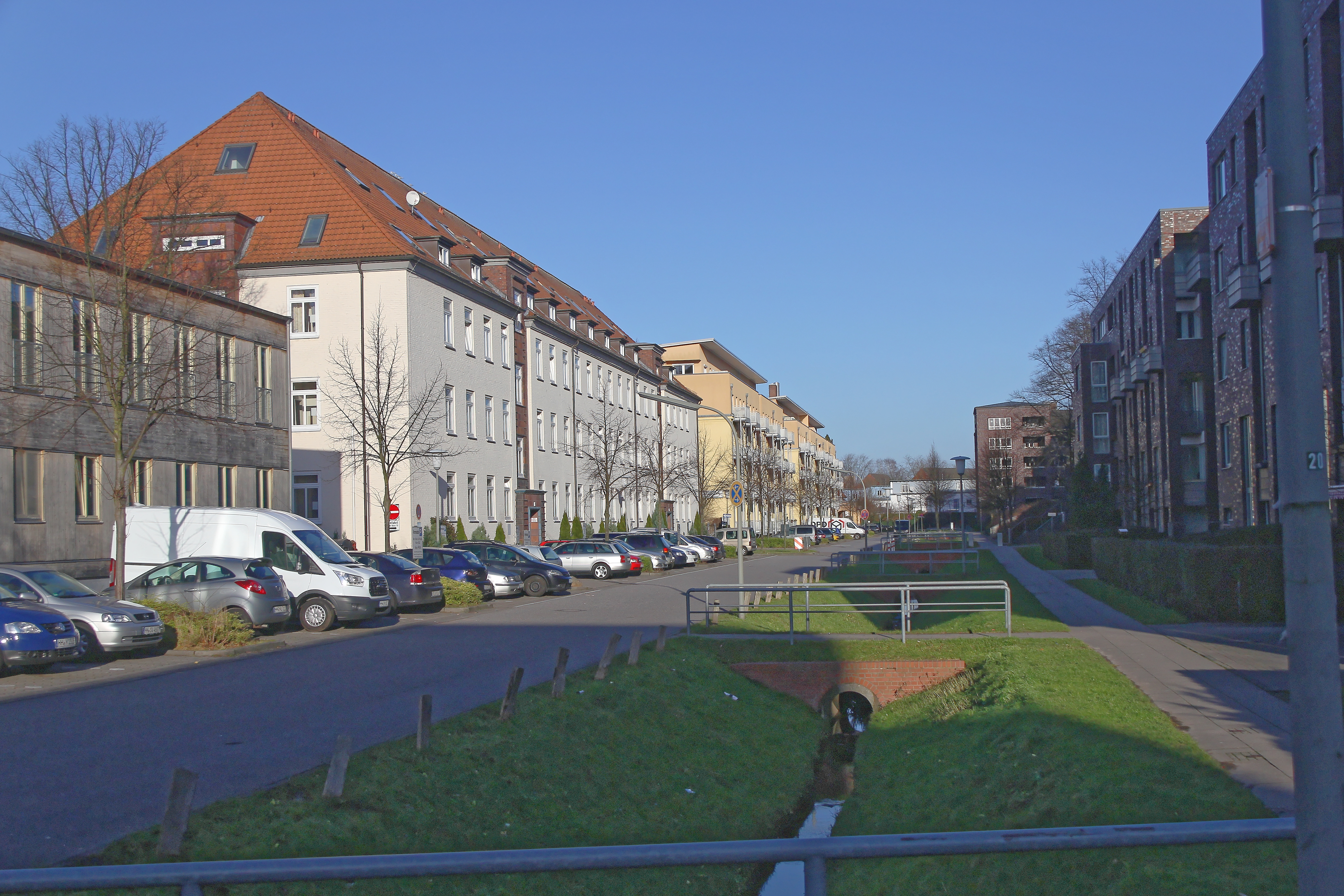
Heutige Ahrenshooper Straße, früher westliche Hauptstraße
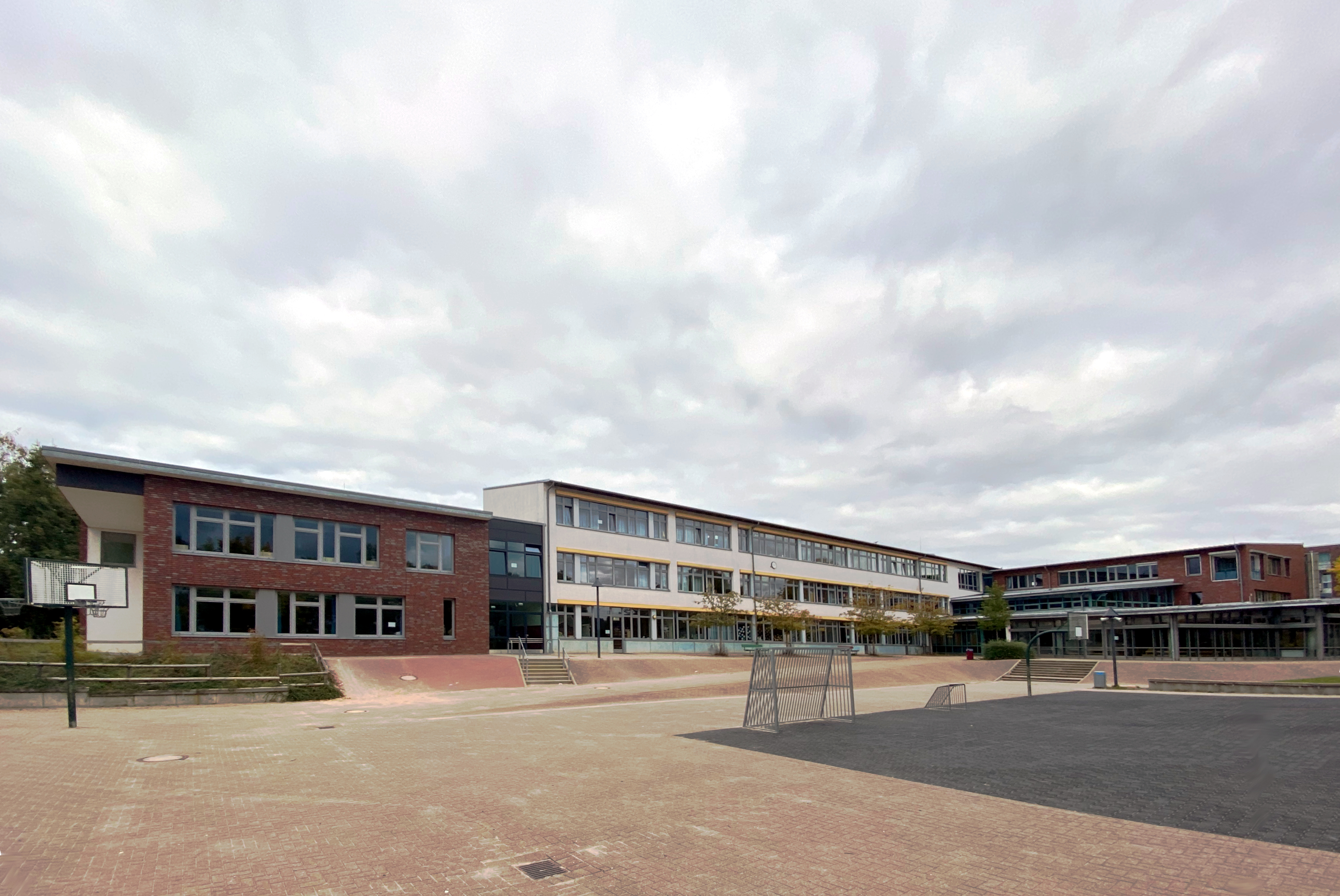
Im Rahmen der Konversion errichtete Schule Rahlstedter Höhe
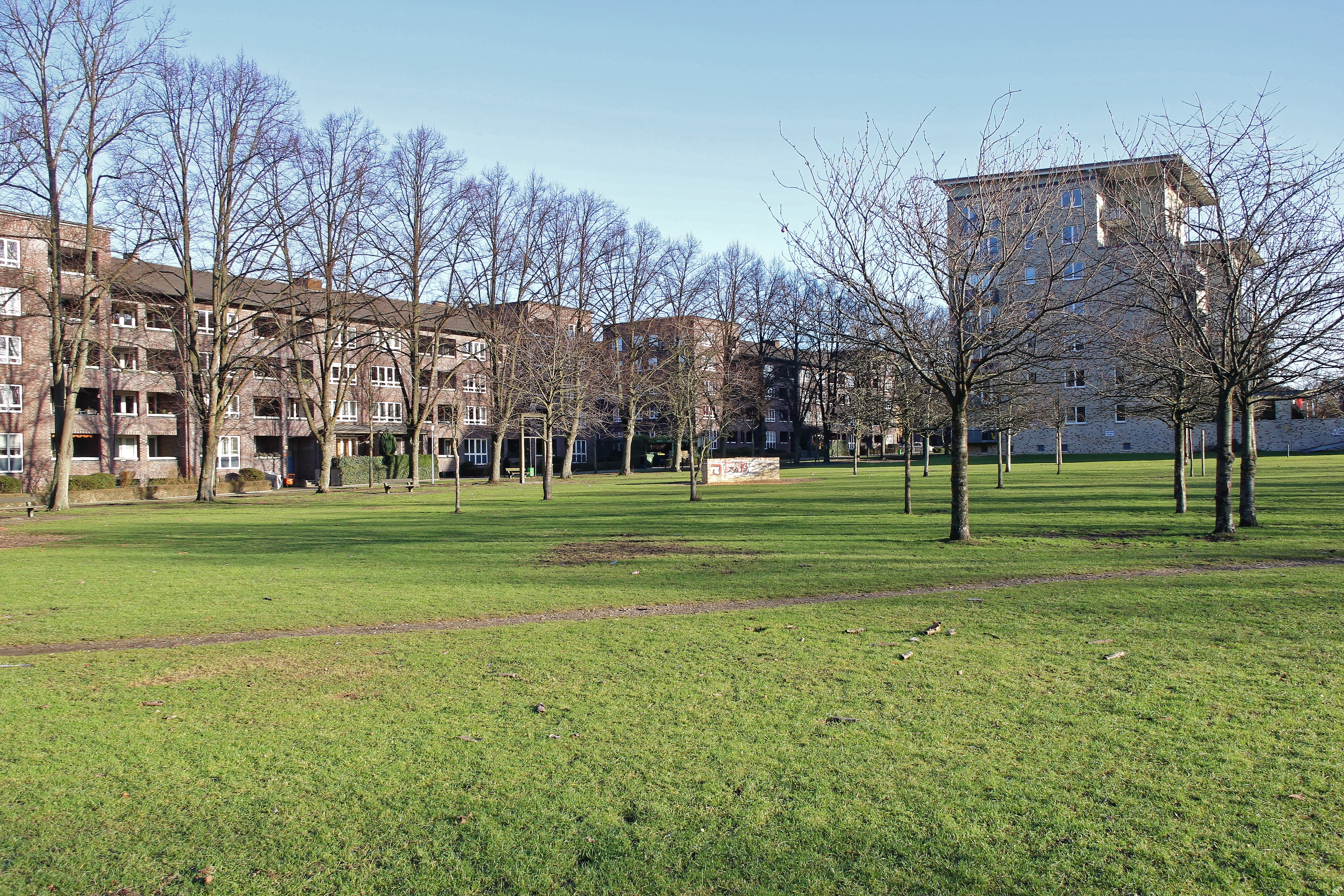
Parkanlage im Stadtviertel Rahlstedter Höhe (ehemaliger Exerzierplatz)
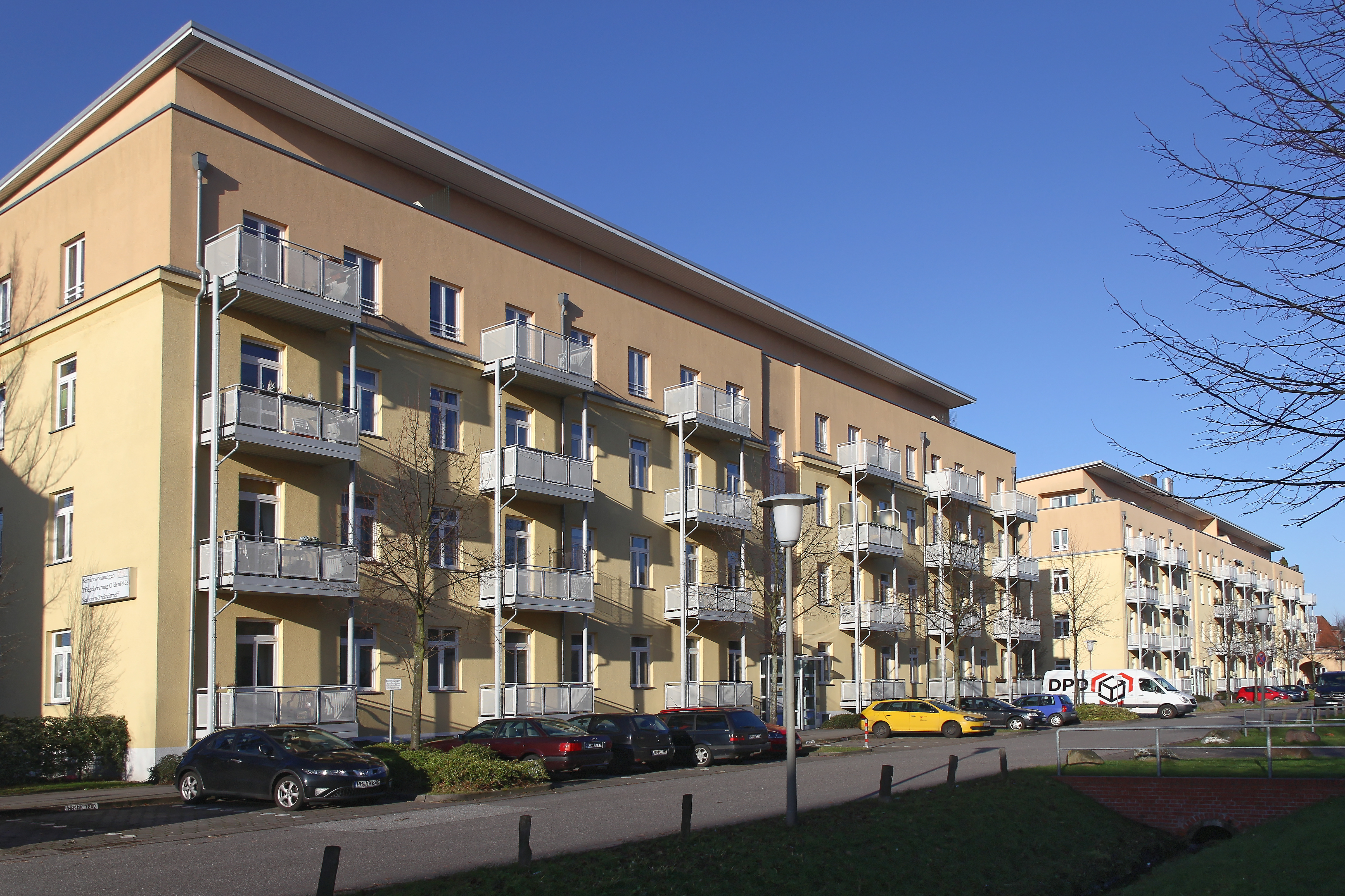
Neu errichtete Seniorenwohnanlage Rahlstedter Höhe
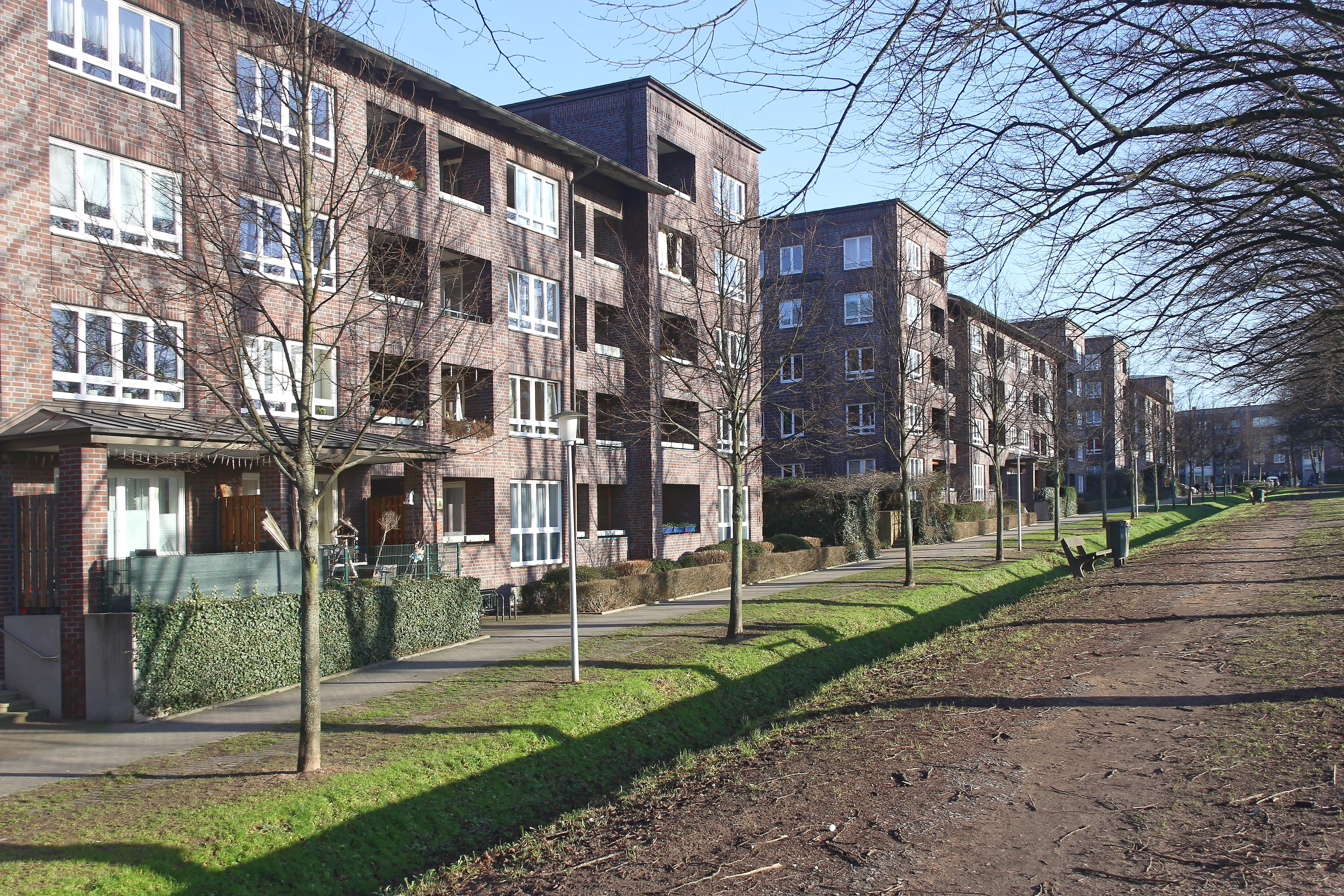
Saßnitzer Weg im Stadtviertel Rahlstedter Höhe
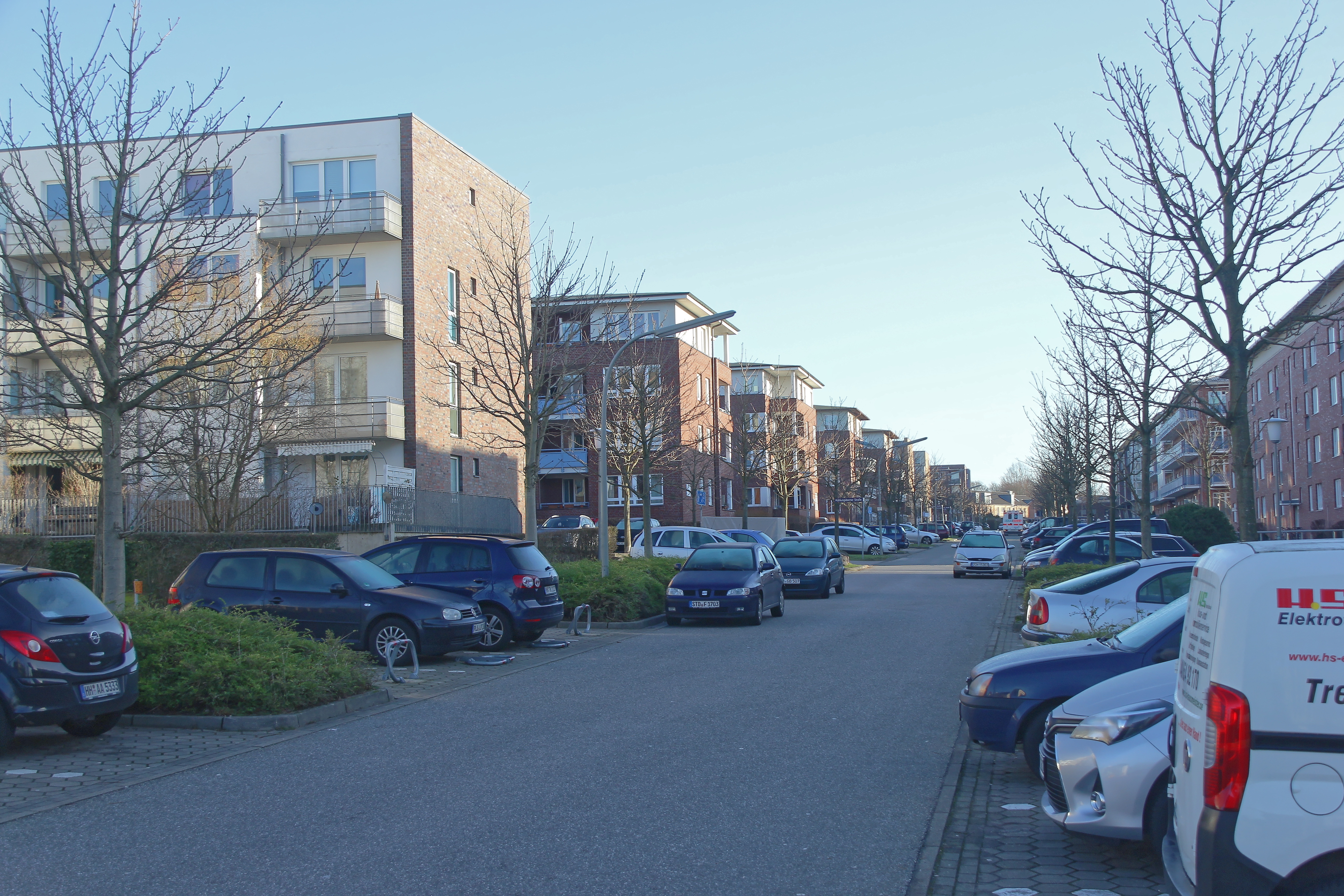
Kühlungsborner Straße nach der Konversion
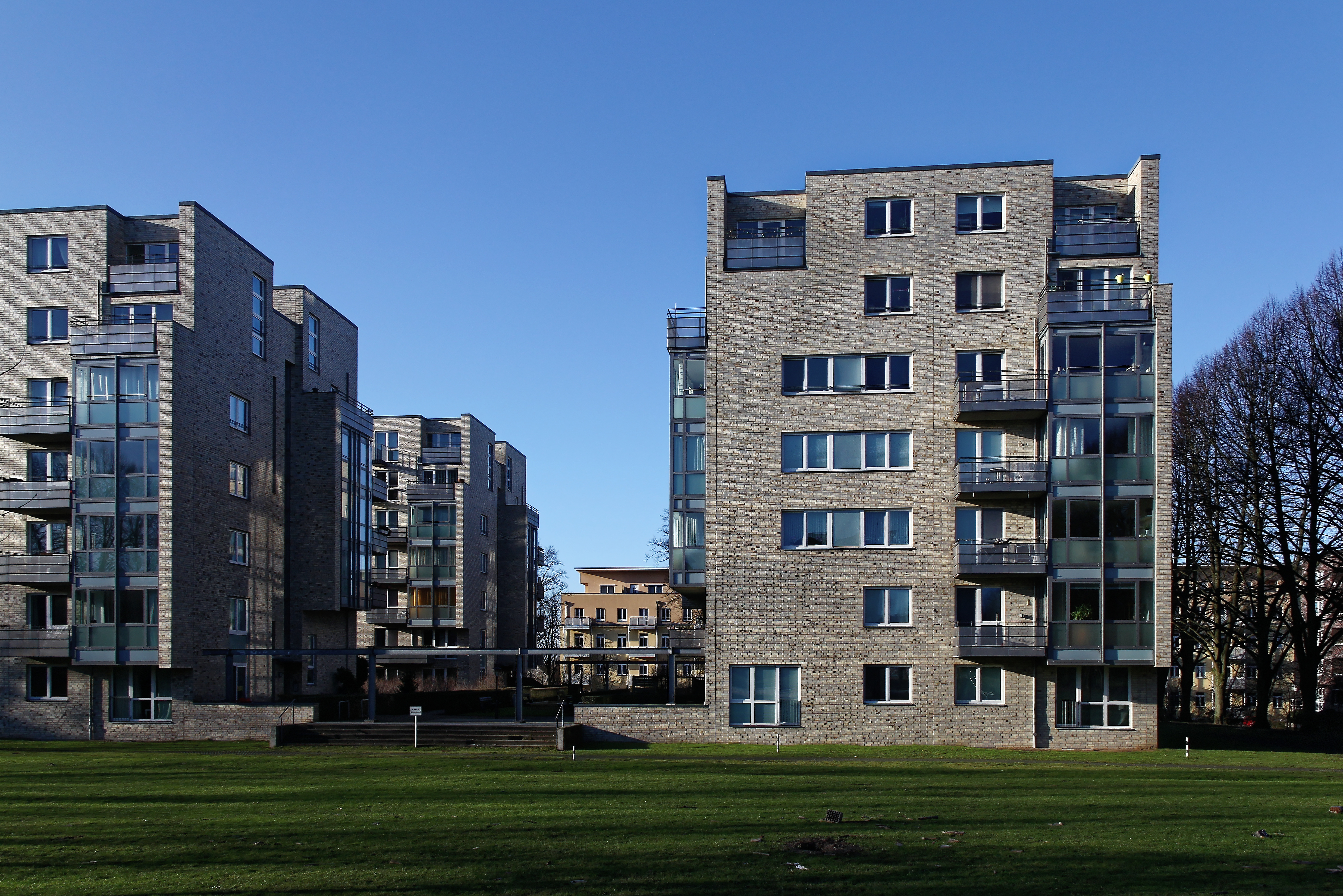
Wohnungsbauten südlich des ehemaligen Exerzierplatzes